# Robin C Taylor
Robin C Taylor (født 17. maj 1956 i København, død september 2024) var en dansk selvlært komponist, arrangør, guitarist, multi-instrumentalist, lyd-manipulator, producer, og ejer af pladeselskabet Marvel of Beauty.
Robin Taylor startede med at spille guitar som 12-årig, men spillede op igennem 70'erne primært bas i forskellige lokale rockgrupper. Sideløbende hermed komponerede han og udforskede tidligt mulighederne for lyd- manipulation. Han fik sin radiodebut i DRs programserie, Båndbixen, i 1978.

## Taylor's Universe (TU)
Taylor dannede i 1993, i samarbejde med pianisten Jan Marsfeldt, gruppen Taylor´s Universe, som lige siden har fungeret som et ad hoc studie-band med udgangspunkt i en fast kerne af musikere, med dybe rødder i både jazz og rock. I starten var det folk som Mads Hansen (d), Hugh Steinmetz (tp), Jakob Mygind (s) og Rasmus Grosell (d), der prægede gruppen. Sidenhen tilknyttede Taylor lederen og stifteren af grupperne Burnin Red Ivanhoe og Secret Oyster, Karsten Vogel (s) samt Klaus Thrane (d), Claus Bøhling (g), Thomas Thor Viderø Ulstrup (key) og på de seneste to album medvirker guitaristen John Sund. Taylors faste studietekniker igennem flere år var sangerinden Louise Nipper, som også medvirkede på flere album. 
Taylor's Universe udgav 16 album. Stilen tager udgangspunkt i den progressive rock fra 1970'erne, og især mærkes en stærk påvirkning fra engelske grupper som King Crimson, Soft Machine og Emerson, Lake & Palmer. Selv betegnede Taylor genren som progressiv jazz-rock, og musikken er oftest stramt arrangeret, med luft og plads til fri improvisation, men med et tungt og til tider aggressivt udtryk. TU høstede især anerkendelse i udlandet, f.eks i Rusland, hvor de 3 album: "Certain Undiscoveries", "Terra Nova" og "Return to Whatever", blev udsendt på det lokale selskab MALS Ltd.

## Taylor's Free Universe (TFU)
I 2000 dannedes Taylor´s Free Universe, med en kerne bestående af Robin Taylor, Karsten Vogel og den herboende franske violinist Pierre Tassone. Blandt de øvrige musikere var gennem årene Kalle Mathiessen (d), Peter Friis Nielsen (b), Stefan Pasborg (d), Lars Juul (d) og Klavs Hovman (b). TFUs musikalske udtryk var i diametral modsætning til TU, da der udelukkende arbejdedes med fri improvisation, hvilket gruppens navn også antyder. Samtidig var TFU en konstellation, der var tiltænkt liveoptrædener. Gruppen spillede bl.a. på Copenhagen Jazz Festival i 2003 og Aarhus International Jazzfestival i 2004. TFU nåede at udgive 5 album inden opløsningen i efteråret 2005. Blandt disse udgivelser skal særligt fremhæves live-albummet "On-Plugged in Elsinore", der i 2004 blev nomineret til en Danish Music Awards Jazz.

## Øvrige projekter
Igennem sin karriere udgav Taylor ligeledes projekter i eget navn, både solo og med tilknyttede gæstemusikere som Vogel, Steinmetz, Grosell, med flere. Endvidere med grupperne Communio Musica og Art Cinema. Sidstnævnte var et samarbejde mellem Taylor, sangerinden Jytte Lindberg og heavy metal guitaristen Michael Denner. Albummet adskiller sig fra Taylors øvrige diskografi ved udelukkende at bestå af vokalnumre, og Taylor fungerede her både som musiker, arrangør og producer.
Siden 1996 udgav Robin Taylor primært sin musik på sit eget pladeselskab, og kunne i 2016 fejre 25 års jubilæum på pladefronten.

## Diskografi

### Studiealbum
- Essay (1991)
- Cloze Test Terror (1992)
- Taylor´s Universe (1994)
- Pork (1996)
- Experimental Health (1998)
- Heart Disc (1999)
- The Båndbix Tapes (2000)
- Edge of Darkness (2000)
- Special Alloy (2000)
- Samplicity (2001)
- File Under Extreme (2002)
- November (2003)
- Once Again (2004)
- X Position Vol.1 (2004)
- Family Shot (2005)
- Oyster´s Apprentice (2005)
- X Position Vol.2 (2005)
- Deutsche Schule (2006)
- Certain Undiscoveries (2006)
- Terra Nova (2007)
- Soundwall (2007)
- Art Cinema (2008)
- Isle of Black (2008)
- Return to Whatever (2009)
- Artificial Joy (2009)
- Two-Pack (2010)
- Kind of Red (2012)
- Worn Out (2013)
- Evidence (2013)
- From Scratch (2015)
- Across the Universe (2015)
- Almost Perfected (2017)

### Livealbum
- On-Plugged in Elsinore (2003)
- 9 Eleven (2004)
- Manipulated by Taylor (2006)